# Saint-Lormel
Saint-Lormel település Franciaországban, Côtes-d’Armor megyében. Lakosainak száma 883 fő (2022. január 1.). Saint-Lormel Créhen, Plancoët, Pluduno, Saint-Cast-le-Guildo és Saint-Pôtan községekkel határos.

## Népesség
A település népessége az elmúlt években az alábbi módon változott:
| Lakosok száma | 716  | 780  | 787  | 876  | 883  | 877  | 860  | 874  | 881  | 883  |
|               | 1968 | 1982 | 1990 | 2006 | 2013 | 2015 | 2017 | 2019 | 2020 | 2022 |